# St. Johannes Baptist (Schwaney)

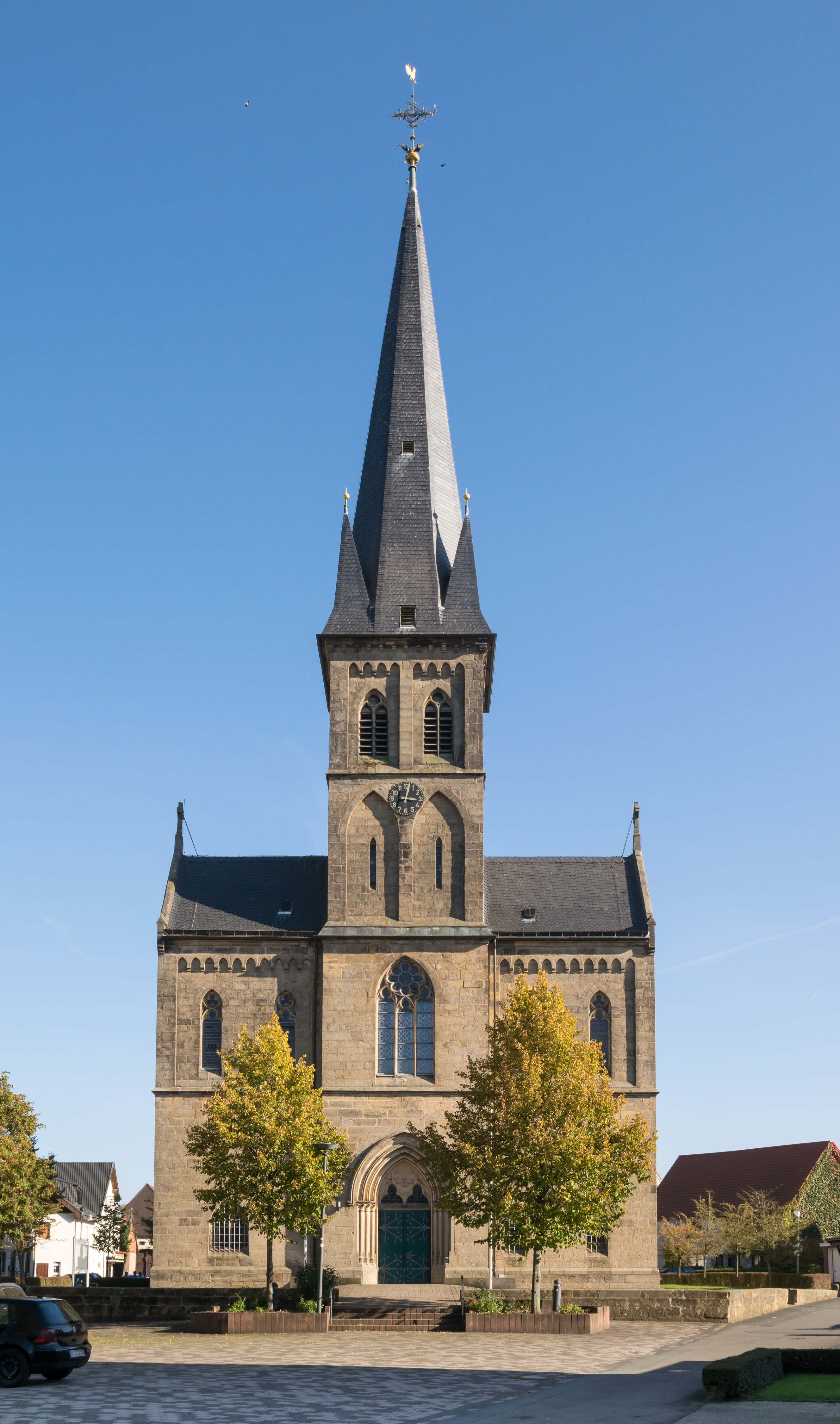
Pfarrkirche St. Johannes Baptist

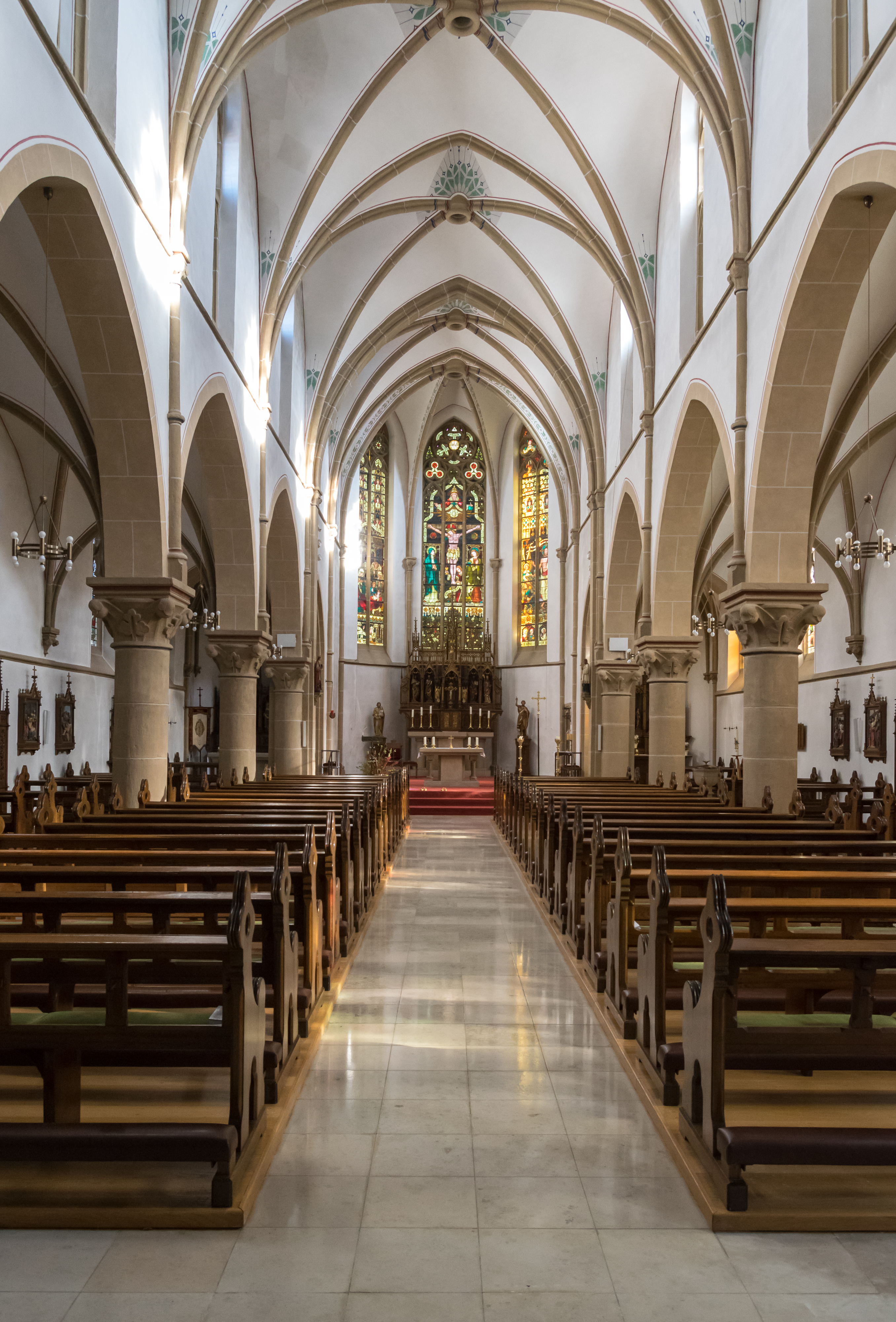
Mittelschiff der Kirche

Die katholische Pfarrkirche St. Johannes Baptist ist ein denkmalgeschütztes Kirchengebäude in Schwaney, einem Ortsteil der Gemeinde Altenbeken im Kreis Paderborn (Nordrhein-Westfalen).

## Geschichte und Architektur
Ein Pfarrer wurde erstmals 1313 belegt. Die Vorgängerkirche fiel 1895 einem großen Dorfbrand zum Opfer.
Die große neugotische Basilika aus Sandsteinquadern mit einem Chor im 5/8-Schluss wurde von 1896 bis 1898 unter der Leitung von Lambert von Fisenne in Sandstein errichtet. Eingeweiht wurde sie am 26. Oktober 1898. Der Turm steht im Westen, die Wände sind durch Maßwerkfenster gegliedert. Die Seitenfenster zeigen die acht Seligpreisungen aus der Bergpredigt. In zwei Fenstern sind Dorfansichten und Hinweise auf die Stifterin der Fenster zu finden. Im lang gestreckten lichten Innenraum wurde ein Kreuzrippengewölbe mit ringförmigen Schlusssteinen eingezogen. Der Innenraum ist 40 m lang und 20 m breit. Die Gewölbehöhe ist im Mittelschiff 14 m. Das Gewölbe ist von einer hellen, ruhigen Farbgebung; farbliche Akzente werden durch rote, blaue und grüne Muster gesetzt.
Weihbischof Augustinus Gockel weihte die Pfarrkirche am 26. Oktober 1898. Die Reliquien des hl. Märtyrers Restitutus und der hl. Eutrophia wurden im Hochaltar eingeschlossen. Als Tag der Kirchweihe wurde der 3. Sonntag im Oktober festgesetzt.
Die Kirche wurde Anfang der 1990er Jahre außen und 1999 innen renoviert.

## Ausstattung
- Die Farbfenster wurden zwischen 1910 und 1916 eingebaut.
- Unter den Chorfenstern steht außen eine Kriegerehrung.
- Der Kreuzweg und die Kirchenbänke sind aus der Zeit der Erbauung der Kirche. Sennebauern brachten 1897 als wertvolle Gabe das Eichenholz für die Kirchenbänke.[1]
- Der aus Holz geschnitzte Hochaltar ist in vielen Teilen mit Blattgold überzogen, er stammt aus der Erbauungszeit der Kirche. Im Altar stehen ein vergoldeter Tabernakel und 4 Heiligenfiguren, Petrus und Paulus, der hl. Liborius als Diözesanpatron und der hl. Johannes Baptist als Schutzpatron der Schwaneyer Kirche.
- Die Seitenaltäre wurden 1898 gebaut, der Kreuzaltar zeigt eine Kreuzigungsgruppe, der Marienaltar Maria umrahmt von Elisabeth von Thüringen und Antonius von Padua.
- Die Orgelempore mit der großen Orgel, die in den 1970er Jahren von der Firma Sauer gebaut und später angepasst wurde.
- Das Geläut der Kirche besteht aus vier Glocken. Die kleinste Glocke erklingt in dis'', ist der heiligen Agatha geweiht und wurde 1921 zusammen mit zwei weiteren Glocken in der Gießerei Humpert in Brilon aus Zinnbronze gegossen. 1942 wurden die beiden großen Glocken von 1921 und die noch vorhandene große Johannisglocke eingeschmolzen. 1949 wurden drei Gussstahlglocken des Bochumer Vereins angeschafft. Diese erklingen in fis', a' und h', sind allerdings von nur mäßigem Klang.[2]